# No. 145 Wing RAF
La No. 145 Wing RAF est une formation de la Royal Air Force pendant la Seconde Guerre mondiale. Elle comprenait les No. 341, 74, 329 (en), 345 (en) et No. 575 Squadron RAF (en).